# Regina Monsalve
Regina Monsalve Mayáns es una ingeniera agrícola española, presidenta del Colegio Oficial de Ingenieros Técnicos Agrícolas de Valencia y Castellón (COITAVC).

## Trayectoria
Monsalve se formó como ingeniera técnica agrícola por la Universidad Politécnica de Valencia (promoción 1986/1989) en la especialidad de explotaciones agropecuarias. Inició su vida profesional en la ganadería y, ante la realidad económica de las explotaciones agrícolas y ganaderas, obtuvo un máster de economía social y otras entidades asociativas agrarias impartido por el Centro de Investigación en Gestión de Empresas (CEGEA) de la universidad donde se había graduado. También realizó estudios de perfeccionamiento de gerentes del sector vitivinícola de economía social y política comunitaria en la Universidad Politécnica de Madrid (CCMM-UPM).
Durante algún tiempo combinó estudios en economía y agricultura ecológica con su carrera profesional: hasta 1997 fue controladora de Organizaciones de Productores de Frutas y Hortalizas (OPFHs) en los sectores de frutos secos y algarrobas y trabajó en varias áreas de la administración como técnico de inspección.
En 1997 sufrió un grave accidente de circulación que le produjo secuelas y la animaron a abandonar la actividad de inspectora para hacerse cargo de una finca abandonada de 800 hectáreas en el término municipal de Ayora, en la provincia de Valencia, donde creó la Cooperativa Finca del Rebolloso, de la cual es Presidenta. En ella estimuló la rehabilitación de una masía para convertirla en uno de los primeros alojamientos turísticos rústicos de calidad diferenciada en la provincia de Valencia. También impulsó la recuperación de la oveja autóctona valenciana “guirra”. Su rebaño de ovejas, criado en sistema ecológico, fue el primero que se inscribió en el Comité de Agricultura Ecológica de la Comunidad Valencia.
Consciente del impacto que la ordenación del territorio tenía en las explotaciones agrarias, continuó su formación académica, cursando estudios de Ciencias Ambientales en la Universidad Nacional de Educación a Distancia (UNED). Durante el mismo periodo fue  directora de proyectos europeos de investigación, desarrollo e innovación (I+D+i) en torno a la agricultura y ganadería ecológicas y a la biomasa en colaboración con el Instituto Valenciano de Investigaciones Agrarias (IVIA). Desde entonces colabora con empresas orientadas a la recuperación de fincas agrarias abandonadas y asesora en proyectos de innovación agraria y economía circular en la Comunidad Valenciana. También es socia fundadora de las cooperativas IDESCUM (Investigación y Desarrollo de la Estevia en la Cuenca Mediterránea), dedicada a proyectos de aclimatación de la estevia en la Comunidad Valenciana, y NATUVERA, dedicada al desarrollo digital de las explotaciones agrarias. 
Desde el 2003 al 2007 fue presidenta de ANGUIRRA (Asociación Nacional de Criadores de Cordero Guirro). En 2009 fundó la Asociación de Ganaderos Valencianos de Cordero de Pasto, junto a la veterinaria Elvira Chorques. Además es tesorera de la Associació de Productors del Garrofó Valencià y secretaria de la federación de ganaderas españolas SOMOS TIERRA. Su compromiso con la agricultura ecológica le llevó a incorporarse en 2015 a la Junta Directiva del Comité de Agricultura Ecológica de la Comunidad Valenciana (CAECV), impulsando la creación de la Asociación Valenciana del Sector Ecológico (ASECOCV), una asociación que aglutina productores, consumidores e investigadores en la defensa de los sistemas de producción ecológica como pilares de una alimentación sostenible y saludable, y de la cual es secretaria.
En 2015, se convirtió en presidenta del Colegio de Ingenieros Técnicos Agrícolas de Valencia y Castellón (COITAVC), siendo reelegida para el cargo en 2019. También fue nombrada presidenta de la Cooperativa IDESCUM, de SCV Finca del Rebolloso, de la Asociación de Ganaderos Valencianos de la Raza Guirra (Anguirra) y del Foro Ingeniería y Sociedad, iniciativa social que forma parte de la Mesa de la Ingeniería Valenciana (MIV), además de tesorera de la Associació de Productors del Garrofó Valencià y directora del CEE Llauardors de Somnis. La MIV, de la cual Regina Monsalve ocupa el cargo de secretaria, está formada por todos los colegios de ingeniería técnica de la provincia de Valencia, y es la precursora del Womanation Congress.
Desde el 2019 es una de las principales impulsoras del Foro de BioProteccion Vegetal, foro que se lleva a cabo desde el COITAVC y la revista Phytoma, y que ha evolucionado hacia lo que hoy se conoce como Congreso VIO. Ese mismo año, junto con la Real Academia de Ingeniería de España (RAING), impulsó la celebración del Congreso Nacional de la Mujer en la Ingeniería, convirtiéndose en embajadora del proyecto 'Mujer Ingeniera' de RAING. En enero de 2021 fue elegida presidenta del Consejo de Ingenieros Agrícolas de la Comunidad Valenciana.
Monsalve colabora asiduamente como mentora de varios proyectos dirigidos a niñas y adolescentes interesadas por las carreras científicas como el 'Upp Steam', el 'Technovation' o el 'INNOVA', y es promotora, desde la Mesa de la Ingeniería Valenciana, de la iniciativa “Yo Ingeniera”. Participa, desde su origen, en el proyecto 'Escola de la Tardor', orientado a grupos de mujeres con iniciativas en el sector agrario y de desarrollo rural que se llevan a cabo en zonas desfavorecidas o de despoblamiento rural. Ha sido miembro activo de la Confederación de Federaciones y Asociaciones de Familias y Mujeres del Medio Rural AFAMMER y lo es en la actualidad de la Asociación de Mujeres Empresarias, Directivas y Profesionales EVAP. Además es autora de varias publicaciones en torno a la agricultura y la ganadería ecológicas, así como a las razas autóctonas en peligro de extinción.

## Reconocimientos
En 2000, Monsalve recibió el premio a la Iniciativa en el Campo Valenciano otorgado por la Consejería de Agricultura, Desarrollo Rural, Emergencia Climática y Transición Ecológica de la Generalidad Valenciana, en 2003 el otorgado por la Cámara de Comercio de Valencia al mejor alojamiento turístico de la Comunidad Valenciana y, unos años más tarde, en 2014, recibió el Reconocimiento al Día de la Mujer de la Generalidad Valenciana.
Su proyecto "Salvad la oveja guirra" fue galardonado en 2016 con el premio a la Excelencia en la Innovación para Mujeres rurales por el Ministerio de Agricultura, Pesca y Alimentación de Gobierno de España en la categoría de diversificación de la actividad económica en el medio rural. Posteriormente, en 2019, fue elegida por el diario Las Provincias como Mujer del Año en los Premios Agro, galardones en los que se distingue a profesionales que destacan por su trabajo e innovación en el sector agroalimentario.
En 2021 recibió la Alta Distinción de la Generalidad Valenciana al mérito empresarial.